# Sinophasma longicauda
Sinophasma longicauda är en insektsart som beskrevs av Wen-Xuan Bi 1990. Sinophasma longicauda ingår i släktet Sinophasma och familjen Diapheromeridae. Inga underarter finns listade i Catalogue of Life.